# Павловка (Генический район)
Павловка (укр. Павлівка) — село в Генической городской общине Генического района Херсонской области Украины. Расположена в 65 км к северо-западу от районного центра и в 38 км от железнодорожной станции Партизаны на линии Мелитополь — Джанкой. Население по переписи 2001 года составляло 1916 человек. Почтовый индекс — 75510. Телефонный код — 5534. Код КОАТУУ — 6522183001.

## История
Павловка основана в 1860 году. В 3-х километрах от Павловки расположено русское село Петровка. По рассказам старожилов, Павловка заселялась одновременно с Петровкой, первоначально это было одно поселение, называемое Петропавловкой, с церковью, расположенной в Петровке. Позднее была построена церковь в Павловке и село получило самоуправление.
В Павловке преобладали украинские переселенцы из Харьковской, Черниговской, Полтавской губерний. Одна из улиц села называлась Орловской, потому что здесь селились уроженцы Орловской губернии.
Согласно сб. «Українська РСР.Административно-теріторіальний поділ на 01 вересня 1946 року» территория современного Павловского сельского совета входила в состав Сивашского района Херсонской области и включала один населенный пункт — с. Павловка.
Согласно сб. «Українська РСР.Административно-теріторіальний поділ на 01 січня 1972 року» в состав Павловского сельского совета входил населенный пункт — с. Павловка.

## Население и этнический состав
По данным переписи населения Украины 2001 года распределение населения по родному языку было следующим (в % от общей численности населения):
По Павловскому сельскому совету: украинский — 89,51 %; русский — 9,29 %; белорусский — 0,99 %; немецкий — 0,10 %; польский — 0,05 %.
Национальный состав села Павловка на основании данных похозяйственных книг за 1967—1968 гг. был следующим:
всё население — 1671 человек, из них 81,09 % — украинцев, 15,98 % — русских, прочих — 2,93 %.

## Местный совет
75510, Херсонская обл., Генический р-н, с. Павловка